# Дискотека Авария
«Дискоте́ка Ава́рия» — советская и российская музыкальная группа, основанная летом 1990 года. Изначально коллектив специализировался на танцевальной музыке с юмористическими текстами, а с середины 2000-х годов в репертуаре группы преобладает жанр поп-музыки.
Группа является обладателем множества национальных музыкальных наград и премий, таких как премия «Муз-ТВ», «Золотой граммофон», «Песня года», «Звуковая дорожка МК», «MTV Russia Music Awards» и многие другие.

## История группы

### Первые шаги

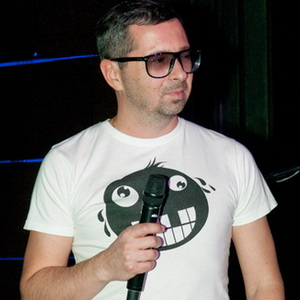
Алексей Рыжов в 2011 году

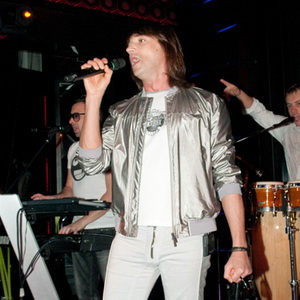
Николай Тимофеев в 2011 году

Официальной датой основания группы считается 5 июня 1990 года, но фактически группа начала свою творческую деятельность в 1985 году. Основателями группы стали члены городского комсомольского штаба (ГКШ) города Иваново Алексей Рыжов и Николай Тимофеев, вместе игравшие в КВН и обучавшиеся в ИГЭУ. В качестве диск-жокеев они организовывали дискотеки в клубах. Первым директором группы стал Андрей Ваганов. Первые названия коллектива — «Интервью», «Огнетушитель». Основным местом их работы был клуб «Авария», расположенный по адресу: Россия, город Иваново, проспект Ленина, дом 21 (позже адрес был воспет в песне 1996 года).
Первоначально группа двигалась в рок-направлении, но музыкантам не хватало денег на оборудование и они начали проводить дискотеки. Во время одной из дискотек в зале погас свет и началась паника. Николай сказал публике: "Спокойно, всё нормально! Ведь мы — «Дискотека „Авария“»!".
С 1990 по 1995 годы дуэт вёл передачу под названием «Дискотека Авария» на областном радио Иванова, а также на радиостанции «Европа плюс Иваново» и на местном радиоканале «Эхо», транслировавшемся на частотах радио «Маяк» в Иванове, передача была посвящена обзору музыкальных новинок. В рамках передачи Рыжов и Тимофеев делали ремиксы на известные песни, исполняли пародийные песни. Почти каждый месяц с февраля 1995 до осени 1998 года выходили их сборники под названием «Дискотека Авария» с последними новинками зарубежной танцевальной музыки.
В 1991 году к Рыжову и Тимофееву примкнул актёр Олег Жуков. «Аварийцы» часто выступали на массовых мероприятиях в Иванове, дискотеках и праздниках.

### 1997—2012

Олег Жуков в 2001 году

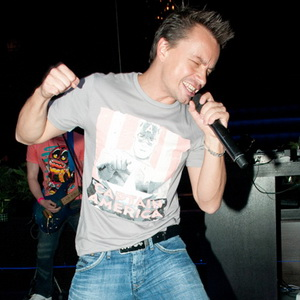
Алексей Серов в 2011 году

В 1997 году группа выпустила свой первый музыкальный альбом «Танцуй со мной», принёсший ей первую популярность в Ивановской, Владимирской, Ярославской, Костромской и Нижегородской областях. В городе Иваново альбом вышел на кассетах. Все песни из него, кроме композиций «Танцуй со мной» и «Малиновый лес», затем были переизданы на новых пластинках (среди песен — «Малинки» с бывшей солисткой группы «Комбинация» Татьяной Охомуш). После этого к группе присоединился новый участник Алексей Серов.
В 1999 году Алексей Рыжов и Николай Тимофеев предложили несколько песен продюсерам звукозаписывающей студии «Союз», которые вскоре включили их в сборники танцевальной поп-музыки «Двигай попой!», «Союз 23», «Союз 24» и «Союз 25». Вследствие этого группа приобрела известность в стране, начала успешно гастролировать, её видеоклипы транслировались на телеканалах «MTV Россия» и «Муз-ТВ». Большой успех имел ремикс «Аварии» на песню группы «Ляпис Трубецкой» «Ты кинула».
Всенародную любовь группе принесла песня «Новогодняя», не вызвавшая особого ажиотажа зимой 1999 года, но ставшая очень популярной летом 2000 года.
В 2001 году вышел успешный альбом «Маньяки», ставший лауреатом IV ежегодной премии российской индустрии звукозаписи «Рекордъ» в номинации «Альбом года». Группа также приняла участие в съёмках рекламных видеороликов.
9 февраля 2002 года после продолжительной болезни скончался Олег Жуков. Деятельность группы на время была приостановлена, после её возобновления вышел макси-сингл «Х. Х. Х. И Р. Н. Р.», следом — сингл «Небо», обе песни были успешными в хит-парадах.
В 2003 году участники группы снялись в образах свирепых разбойников в новогоднем фильме-мюзикле режиссёра Максима Паперника «Снежная королева» по мотивам одноимённой сказки Ханса Андерсена, где исполнили «Песенку разбойников». Кандидатуры «аварийцев» на эти роли предложил автор музыки и музыкальный продюсер картины Игорь Крутой. В своём интервью телеканалу «Интер» он сообщил о том, что именно он «настоял на том, чтобы в роли шайки разбойников выступила „Дискотека Авария“: этот коллектив мне очень нравится, к тому же их образы в фильме перекликаются с собственным имиджем группы. Вот на этих трёх кандидатурах я, как автор музыки, настоял». Премьера мюзикла состоялась 31 декабря 2003 года на телеканале «Россия». Также группа в разные годы неоднократно принимала участие в съёмках новогодней программы «Голубой огонёк на Шаболовке» на телеканале «Россия».
На песни «Суровый рэп» (2004) и «Если хочешь остаться» (2005) были сняты видеоклипы. В 2006 году на телеканале «ДТВ» была показана программа «Как уходили кумиры. Олег Жуков», посвящённая его памяти.
В 2002 году группа стала победителем в номинации «Best Russian Act» («Лучший российский исполнитель») на церемонии «MTV Europe Music Awards» в Барселоне. В 2003 году «Дискотека Авария» получила премию «Муз-ТВ» в номинациях «Лучший танцевальный проект» и «Лучшая поп-группа», а в 2004 году — в номинациях «Лучшая песня» и «Лучшее видео» за песню «Небо». «Дискотека Авария» — неоднократный обладатель премии «Золотой граммофон», дипломов «Песня года» и других. В 2005 году группа «Дискотека Авария» стала лауреатом премии «MTV Russia Music Awards» (RMA) в номинации «Лучшая группа».
20 мая 2005 года Алексей Серов попал в больницу после нападения на него неизвестных, и на премии «Муз-ТВ» 2005 года участники группы «Дискотека Авария» выступали вдвоём. Серов вернулся в строй через несколько месяцев.
25 апреля 2006 года группа выпустила новый альбом «Четверо парней», который был посвящён памяти Олега Жукова, и в дальнейшем стала финалистом XI церемонии награждения народной музыкальной премии «Золотой граммофон», с песней «Опа!». В этом же году группа победила по итогам VIII премии российской индустрии звукозаписи «Рекордъ» в номинации «Отечественный радиохит года» (лучшим треком года признана песня «Если хочешь остаться».), а также — по итогам 4-й церемонии «Звуковая дорожка МК» в номинации «Группа года».
На четвёртой церемонии вручения премии «Fashion People Awards», состоявшейся 20 мая 2006 года в «Крокус Сити Молл» в Москве, группа «Дискотека Авария» удостоилась приза «Звуки золота» за выдающиеся музыкальные достижения.
В 2007 году «Дискотека Авария» вновь стала обладателем премии «Муз-ТВ» в номинациях «Лучший дуэт» и «Лучшее видео» («Дискотека Авария»/Жанна Фриске, песня «Малинки»). Группа начала практиковать свои выступления в сопровождении «живых» музыкантов, отдавая предпочтение звучанию музыкальных инструментов и импровизациям, нежели музыке под фонограмму. В состав коллектива музыкантов вошла команда «Live Sax Party» саксофониста Антона Румянцева.
В 2008 году «Дискотека Авария» победила на пятой церемонии вручения наград «MTV Russia Music Awards» (RMA) в номинации «Dance» с песней «Паша Face Control» и на десятой церемонии вручения премии «Рекордъ» в номинации «Радиохит года» с песней «Малинки».

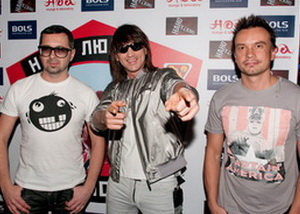
Рыжов, Тимофеев, Серов

В 2009 году группа победила в номинации «Dance» церемонии «Звуковая дорожка МК» и в очередной раз была признана «Лучшим танцевальным проектом года».
В 2010 году группа в очередной раз победила в номинации «Dance» церемонии «Звуковая дорожка МК». Была номинирована как «Лучшая поп-группа года» на Премии «Муз-ТВ». 12 сентября состоялась премьера 15-минутного музыкального фильма «Четверо парней».
В 2011 году группа выпустила в интернете новый альбом «Недетское время». Помимо собственных песен группы, в альбом вошла песня «Воля и разум», являющаяся кавер-версией песни группы «Ария». В этом же году Рыжов, Тимофеев и Серов снялись в эпизодических ролях в финале комедийного фильма режиссёра Сарика Андреасяна «Беременный».
31 декабря 2011 года на телеканале «Россия-1» состоялась премьера новогоднего музыкального фильма «Новые приключения Аладдина». В съёмках приняли участие солисты группы «Дискотека Авария» в образах разбойников.

### С 2012 — настоящее время

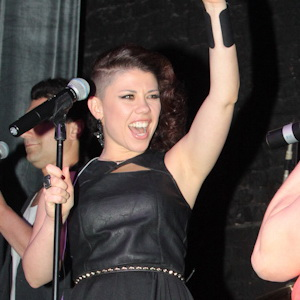
Анна Хохлова в 2013 году

В конце июля 2012 года спустя 22 года совместной работы Николай Тимофеев покинул коллектив и занялся сольным творчеством. Также к Тимофееву перешли некоторые музыканты, сотрудничавшие с группой, в том числе Антон Румянцев. Тимофеев утверждал, что к решению покинуть коллектив он пришёл вынужденно, так как личные и творческие взаимоотношения с коллегами зашли в тупик. Также, по мнению Тимофеева, обладание правами на песни группы не даёт бывшим коллегам право использовать его голос на фонограммах.
В декабре 2013 года появились сообщения о взаимных исках о нарушении авторских прав между Тимофеевым и действующим солистом Алексеем Рыжовым.
В начале ноября 2012 группа приняла в состав новую солистку — певицу Анну Хохлову, участницу полуфинала украинской версии музыкального талант-шоу «X-Фактор», по рекомендации одного из членов жюри этого шоу Сергея Пархоменко.
В феврале 2013 года вышел сингл «К. У. К. Л. А», который вошёл в саундтрек одноимённого циркового представления братьев Эдгарда и Аскольда Запашных. Также вышел клип на песню, содержащий фрагменты из представления.
В 2014 году вышел альбом «Девушка за рулём», презентация которого состоялась 30 сентября в ресторане «Облака».
В июне 2016 года вышла совместная с Филиппом Киркоровым песня «Яркий Я». В клипе пародируется игра Pokémon Go: «аварийцы» ловят на телефон т. н. «филиппонов» — маленьких существ, похожих одновременно на покемонов и на Киркорова.
7 февраля 2017 года группа выпустила видео на песню «Моя любовь», режиссёром клипа стал Евгений Быстров. 6 июля группа «Хлеб» выпустила совместный с «Дискотекой Авария» видеоклип «Мохер», который за неделю набрал более миллиона просмотров на YouTube. 29 сентября группа выступила с сольным концертом в клубе «Известия Холл» с шоу-программой «Давай Авария!», исполнив хиты 1990-х и свежие композиции. Концерт транслировался в прямом эфире на YouTube.
14 февраля 2018 года вышла песня «Фантазёр», записанная в дуэте с Николаем Басковым, а также состоялась премьера видеоклипа на МУЗ ТВ; за несколько месяцев клип набрал более 4 млн просмотров на YouTube. В июле группа выпустила композицию «Welcome to Russia» в поддержку сборной России по футболу.
25 апреля 2019 года группа выпустила песню «#КОУЧ». 14 декабря состоялся большой сольный концерт группы на площадке ГлавClub Green Concert.
В сентябре 2020 года Анна Хохлова покинула группу в связи с беременностью.

## Состав группы

### Текущий состав
- Алексей Рыжов — вокал, речитатив, клавишные, семплер, тексты, идеи, музыка (1990 — настоящее время)
- Алексей Серов — вокал, речитатив, идеи, перфоманс, губная гармоника, автор (1997 — настоящее время)

### Бывшие участники
- Николай Тимофеев — вокал, речитатив, идеи (1990—2012)
- Олег Жуков — рэп-исполнитель (1991—2002, умер в 2002)
- Анна Хохлова — вокал, бэк-вокал (2012—2020)

#### Концертные участники
- Антон Цыганков — гитара, бэк-вокал (с 2007)
- Роман Петренко — бэк-вокал (с 2010)
- Влад Прокопьев — DJ, бэк-вокал (с 2018)
- Алекса Лектар — бэк-вокал (с 2022)[32]

#### Бывшие концертные участники
- Антон Румянцев — труба, бас-гитара, саксофон, бэк-вокал (2007—2012)
- Сергей Халф (DJ Legran) — DJ (2007—2017)
- Кристина Якунина — бэк-вокал
- Виталий Замятин — перкуссия, ударные, бэк-вокал

## Творчество

### Дискография
Студийные альбомы
- 1996 — «Танцуй со мной»
- 1999 — «Марафон»
- 2000 — «Авария против»
- 2001 — «Маньяки»
- 2006 — «Четверо парней» (памяти Олега Жукова)
- 2011 — «Недетское время»
- 2014 — «Девушка за рулём»

Сборники
- 1999 — «Песня про тебя и меня»
- 2000 — «Все хиты: Авария против!»
- 2009 — The Best
- 2010 — Other
- 2023 — The Best. Part 1
- 2025 — The Best. Part 2

Макси-синглы
- 2001 — «Заколебал ты!»
- 2001 — «Песня про яйца»
- 2002 — «Х. Х. Х. И Р. Н. Р.»
- 2003 — «НЕБО»
- 2004 — «Песенка разбойников»
- 2004 — «Суровый рэп»
- 2023 — «Воля и разум»
- 2023 — «Ну что же ты»
- 2024 — «Потерявший»
- 2025 — «Страна Аления»

Гостевое участие
- 2019 — «А я девушек люблю»[33]

### Видеография
| Год  | Клип                                                             | Режиссёр                               | Альбом                |
| ---- | ---------------------------------------------------------------- | -------------------------------------- | --------------------- |
| 1999 | «Ты кинула!»                                                     | Александр Шмидт                        | Песня про тебя и меня |
| 1999 | «Некуда деваться»                                                | Александр Солоха                       | Песня про тебя и меня |
| 1999 | «Давай, Авария!»                                                 | Михаил Сегал                           | Марафон               |
| 1999 | «Новогодняя»                                                     | Хиндрек Маасик                         | Марафон               |
| 2000 | «Пей пиво!»                                                      | Александр Репников                     | Авария против         |
| 2000 | «Влечение»                                                       | Хиндрек Маасик                         | Авария против         |
| 2001 | «Заколебал ты!»                                                  | Хиндрек Маасик                         | Маньяки               |
| 2001 | «Песня про яйца»                                                 | Хиндрек Маасик                         | Маньяки               |
| 2001 | «На острие атаки»                                                | Хиндрек Маасик                         | Маньяки               |
| 2001 | «Disco Superstar»                                                | Хиндрек Маасик                         | Маньяки               |
| 2002 | «Х. Х. Х. И Р. Н. Р.»                                            | Хиндрек Маасик                         | Маньяки               |
| 2003 | «Небо»                                                           | Mikeadelica                            | Маньяки               |
| 2003 | «Небо» (feat. Моральный Кодекс)                                  | Хиндрек Маасик                         | Четверо парней        |
| 2003 | «Песенка разбойников (Банда)»                                    | Максим Паперник                        | Четверо парней        |
| 2004 | «Суровый рэп»                                                    | Arni Thor Jonsson                      | Четверо парней        |
| 2004 | «Суровый рэп Remix»                                              | Arni Thor Jonsson и «Дискотека Авария» | Четверо парней        |
| 2005 | «Если хочешь остаться»                                           | Хиндрек Маасик                         | Четверо парней        |
| 2006 | «Опа!»                                                           | Хиндрек Маасик                         | Четверо парней        |
| 2006 | «Малинки» (feat. Жанна Фриске)                                   | Хиндрек Маасик                         | Четверо парней        |
| 2007 | «Зло»                                                            | Хиндрек Маасик                         | Четверо парней        |
| 2007 | «Серенада»                                                       | Хиндрек Маасик                         | Четверо парней        |
| 2008 | «Паша Face Control» (feat. DJ Smash)                             | Хиндрек Маасик                         | Четверо парней        |
| 2008 | «Отцы»                                                           | Хиндрек Маасик                         | (не издавался)        |
| 2009 | «Планета Любовь»                                                 | Хиндрек Маасик                         | (не издавался)        |
| 2009 | «Модный танец арам-зам-зам»                                      | Алексей Голубев                        | Недетское время       |
| 2010 | «Новогодняя 2010» (feat. DJ Рыжов)                               | Хиндрек Маасик                         | Недетское время       |
| 2010 | «Лето всегда!» (feat. В. Брежнева, Н. Задорожная, С. Ходченкова) | Сарик Андреасян                        | Недетское время       |
| 2010 | «Звезда»                                                         | Хиндрек Маасик                         | Недетское время       |
| 2011 | «Недетское время»                                                | Хиндрек Маасик                         | Недетское время       |
| 2011 | «Нано-техно»                                                     | Андрей Мудров                          | Недетское время       |
| 2011 | «Прогноз погоды» (feat. Кристина Орбакайте)                      | Алексей Голубев, Егор Кончаловский     | Недетское время       |
| 2012 | «Карнавал» (feat. Джиган & Вика Крутая)                          | Хиндрек Маасик                         | Недетское время       |
| 2012 | «Лабиринт» (feat. Батишта)                                       | Евгений Никитин                        | Недетское время       |
| 2012 | «Вечер»                                                          | Хиндрек Маасик                         | Недетское время       |
| 2012 | «Музыка электро» (feat. E-not)                                   | Хиндрек Маасик                         | Девушка за рулём      |
| 2012 | «Ноги-ноги»                                                      | Хиндрек Маасик                         | Девушка за рулём      |
| 2013 | «К. У. К. Л. А.»                                                 | Хиндрек Маасик                         | Девушка за рулём      |
| 2013 | «Качели»                                                         | Хиндрек Маасик                         | Девушка за рулём      |
| 2014 | «#Лайкми»                                                        | Хиндрек Маасик                         | Девушка за рулём      |
| 2014 | «Девушка за рулём»                                               | Хиндрек Маасик                         | Девушка за рулём      |
| 2015 | «Самуи»                                                          | Хиндрек Маасик                         | Девушка за рулём      |
| 2016 | «Яркий Я» (feat. Филипп Киркоров)                                | Антон Родин                            | ТВА                   |
| 2017 | «Моя любовь»                                                     | Евгений Быстров                        | ТВА                   |
| 2017 | «Мохер» (feat. Хлеб)                                             | Хлеб, Евгений Быстров                  | ТВА                   |
| 2018 | «Фантазёр» (feat. Николай Басков)                                | Евгений Быстров                        | ТВА                   |
| 2018 | «Welcome to Russia»                                              | Евгений Быстров                        | ТВА                   |
| 2019 | «КОУЧ»                                                           | Евгений Быстров                        | ТВА                   |
| 2020 | «Аве Авария»                                                     | Евгений Быстров                        | ТВА                   |
| 2020 | «Алёна»                                                          | Евгений Быстров, Юрий Белов            | ТВА                   |
| 2022 | «Улетела» (feat. Слава)                                          | Александр Воропаев, Евгений Быстров    | ТВА                   |
| 2024 | «Потерявший»                                                     | Евгений Быстров                        | ТВА                   |
| 2024 | «Ну что же ты»                                                   | Евгений Быстров                        | ТВА                   |
| 2025 | «Страна Аления» (feat. Ольга Бузова)                             | Евгений Быстров                        | ТВА                   |

### Фильмография
- 2003 — Снежная королева — шайка разбойников
- 2008 — Астерикс на Олимпийских играх — Альфа (Алексей Рыжов), Бета (Николай Тимофеев), Франсикс Голосикс (Алексей Серов) (русский дубляж)
- 2011 — All inclusive, или Всё включено — камео
- 2011 — Беременный — камео
- 2011 — Новые приключения Аладдина — шайка разбойников
- 2013 — Друзья друзей — камео
- 2014 — СашаТаня (новогодняя серия от 31 декабря 2014 года) — камео

## Признание

### Общественные награды и премии
- 2001 — музыкальная народная премия «Золотой граммофон» за исполнение песни «Заколебал ты!»
- 2002 — по итогам IV ежегодной премии российской индустрии звукозаписи «Рекордъ» «Дискотека Авария» стала победителем в номинации «Альбом года» с альбомом «Маньяки».
- 2002 — группа стала победителем в номинации «Best Russian Act» («Лучший российский исполнитель») на церемонии «MTV Europe Music Awards» в Барселоне
- 2002 — группа становится финалистом VII церемонии награждения народной музыкальной премии «Золотой граммофон» с песней «Disco Superstar»
- 2002 — по итогам финала фестиваля «Песня года» в Кремле «Дискотека Авария» признана российскими слушателями «Лучшей группой года»
- 2002 — «Дискотека Авария» стала «Лучшей группой года», а также «Лучшим танцевальным проектом года» по итогам опроса газеты «Московский комсомолец» для церемонии «Звуковая дорожка МК».
- 2003 — «Дискотека Авария» стала дважды лауреатом первой национальной телевизионной премии «Муз-ТВ» в области популярной музыки в номинациях «Лучший танцевальный проект» и «Лучшая поп-группа».
- 2003 — по итогам первой церемонии вручения национальной премии в области танцевальной музыки «Движение-2003» «Лучшей группой года» стала «Дискотека Авария».
- 2004 — по итогам второй ежегодной национальной телевизионной премии «Муз-ТВ» в области популярной музыки «Дискотека Авария» победила в двух номинациях: «Лучшее видео» (клип на песню «Небо») и «Лучшая песня» (песня «Небо»).
- 2004 — по итогам второй церемонии вручения национальной премии в области танцевальной музыки «Движение-2004» «Лучшей группой года» стала «Дискотека Авария».
- 2005 — по итогам третьей церемонии вручения национальной премии в области танцевальной музыки «Движение-2005», состоявшейся в сочинском КЗ «Фестивальный» 31 августа 2005 года, «Дискотека Авария» стала победителем в номинации «Лучшая композиция года» с песней «Если хочешь остаться»[34].
- 2005 — по итогам зрительского голосования ежегодной церемонии «MTV Russia Music Awards» (RMA) в номинации «Лучшая группа года» победила «Дискотека Авария».
- 2005 — группа становится финалистом Х церемонии награждения народной музыкальной премии «Золотой граммофон» с песней «Если хочешь остаться».
- 2005 — по итогам финала фестиваля «Песня года» в Кремле песня «Если хочешь остаться» признана российскими слушателями «Лучшей песней года».
- 2006 — по итогам 4-й церемонии «Звуковая дорожка МК» «Дискотека Авария» победила в номинации «Группа года».
- 2006 — на четвёртой церемонии вручения премии «Fashion People Awards», состоявшейся 20 мая 2006 года в Крокус Сити Молл в Москве, группа «Дискотека Авария» удостоилась приза «Звуки золота» за выдающиеся музыкальные достижения[9][10].
- 2006 — по итогам VIII премии российской индустрии звукозаписи «Рекордъ» в номинации «Отечественный радиохит года» победила «Дискотека Авария». Лучшим треком года признана песня «Если хочешь остаться».
- 2006 — группа «Дискотека Авария» становится финалистом XI церемонии награждения народной музыкальной премии «Золотой граммофон» с песней «Опа!»
- 2007 — «Дискотека Авария» стала дважды лауреатом пятой ежегодной национальной премии «Муз-ТВ» в номинациях: «Лучший дуэт» — дуэт с Жанной Фриске, песня «Малинки» и «Лучшее видео» — видео «Малинки».
- 2007 — группа «Дискотека Авария» в дуэте с Жанной Фриске становится финалистом XII церемонии награждения народной музыкальной премии «Золотой граммофон» за песню «Малинки»
- 2008 — «Дискотека Авария» стала победителем в номинации «Dance» на церемонии «MTV Russia Music Awards» (RMA) с композицией «Паша Face Control»
- 2008 — на 10-й юбилейной церемонии вручения премии российской музыкальной индустрии «Рекордъ» «Дискотека Авария» стала победителем в номинации «Радиохит года» с песней «Малинки».
- 2009 — по итогам 6-й церемонии «Звуковая дорожка МК» «Дискотека Авария» победила в номинации «Dance» и стала «Лучшей танцевальной группой года».
- 2010 — по итогам церемонии «Звуковая дорожка МК» «Дискотека Авария» победила в номинации «Dance» и стала «Лучшей танцевальной группой года». «Модный танец Арам-Зам-Зам» вновь вознёс группу на вершину хит-парадов «Звуковой дорожки МК».
- 2011 — группа «Дискотека Авария» стала победителем премии «Серебряная калоша» в номинации «Плагиат года». На церемонии вручения присутствовал солист группы Алексей Серов, который и получил награду.
- 2011 — группа «Дискотека Авария» получила сразу два диплома премии «Песня года» за композиции «The Disco Of 10» и «Прогноз погоды».
- 2012 — по итогам 10-й церемонии вручения премии «Звуковая дорожка МК» группа «Дискотека Авария» стала победителем в номинации «Dance».
- 2012 — по итогам 10-й юбилейной церемонии вручения премии «Муз-ТВ» в области популярной музыки группа «Дискотека Авария» стала победителем в номинации «Лучший дуэт» вместе с Кристиной Орбакайте, с песней «Прогноз погоды».
- 2012 — национальная музыкальная премия «Золотой граммофон» за песню «Прогноз погоды» в дуэте с Кристиной Орбакайте.
- 2012 — диплом премии «Песня года» за песню «Карнавал», исполненную вместе с Джиганом и Викой Крутой.
- 2012 — лауреат ежегодной музыкальной премии «20 лучших песен года» по версии сводного национального музыкального хит-парада «Красная звезда» и Первого канала за песню «Прогноз погоды» (16 место чарта за 2012 год) в дуэте с Кристиной Орбакайте[35][36].
- 2013 — лауреат первой церемонии вручения премии «Top Hit Awards» по итогам хит-парада портала «Top Hit» за 2012 год в номинации «Самый популярный дуэт» — «Дискотека Авария» и Кристина Орбакайте — за исполнение песни «Прогноз погоды». Впервые церемония вручения премии «Top Hit Awards» прошла 25 апреля 2013 года в клубе «Артист» в Москве, в день празднования десятилетия музыкального сервиса «Top Hit». Премия присуждается за лучшие достижения в электронных медиа и шоу-бизнесе[37][38].
- 2013 — лауреат премии «RU.TV» — 2013 в номинации «Выбор пола (Лучший танцевальный трек)» за песню «Ноги-Ноги».
- 2013 — лауреат премии «VKLYBE.TV AWARDS — 2013» в номинации «Лучший клубный артист» по версии канала «Муз-ТВ»[39].
- 2013 — лауреат ежегодной музыкальной премии «20 лучших песен года» по версии сводного национального музыкального хит-парада «Красная звезда» и Первого канала за песню «К. У. К. Л. А. (ChinKong Production Mix)» (11 место хит-парада за 2013 год)[40][41][36].
- 2014 — лауреат «Реальной премии MusicBox» в номинации «Лучший креатив» за песню «#Лайкми»[42].